# 池田文雄 (法学者)
池田 文雄（いけだ ふみお、1921年10月28日 - 2012年6月19日）は、日本の法学者。専修大学名誉教授。専門は空法。
岡山県出身。東京帝国大学法学部政治学科卒。1962年「宇宙空間と惑星の法的地位に関する国際法的研究」で東京大学法学博士。国立国会図書館勤務、専修大学法学部助教授、教授。1992年定年、名誉教授。
2012年6月19日、敗血症性ショックのため死去。

## 著書
- 『国際航空法概論』有信堂 1956
- 『宇宙法』勁草書房 1961
- 『空法概論』邦光書房 1962
- 『最新条約集』編 邦光書房 1969
- 『宇宙法論』成文堂 1971
- 『英連邦と国際問題』教育社 入門新書 時事問題解説 1978
- 『北アイルランド問題』教育社 入門新書 時事問題解説 1979
- 『ヨーロッパ共同体』教育社歴史新書　1980
- 『空間の法 国際法二部 改訂版』邦光堂 1996

## 論文
- <池田文雄